# Les Débuts de Max au cinéma
Les Débuts de Max au cinéma è un cortometraggio del 1910 diretto da Louis J. Gasnier e Max Linder.

## Trama
Max si presenta alla casa cinematografica Pathé, con la sua lettera di presentazione, data da un amico del Teatro Ambigu-Comique. Max viene spostato da un ufficio all'altro, per poi essere presentato al regista Lucien Nonguet, per eseguire un test. Una settimana dopo, viene convocato negli studi di Joinville, per interpretare un marito che torna a casa tardi. Nella scena viene buttato fuori dalla finestra, Max a questo punto si prende a schiaffi con un addetto ai lavori rotolando giù per la strada per finire innaffiato da un uomo che stava pulendo il marciapiede.

## Conosciuto anche come
- Francia (titolo alternativo): Les Débuts de Max au cinématographe